# Miranda de Arga
Miranda de Arga (em castelhano) ou Miranda Arga (em basco) é um município da Espanha na província e comunidade foral (autónoma) de Navarra. Tem 59,79 km² de área e em 2021 tinha 852 habitantes (densidade: 14,2 hab./km²).

## Demografia
| Variação demográfica do município entre 1991 e 2004 | Variação demográfica do município entre 1991 e 2004 | Variação demográfica do município entre 1991 e 2004 | Variação demográfica do município entre 1991 e 2004 |
| --------------------------------------------------- | --------------------------------------------------- | --------------------------------------------------- | --------------------------------------------------- |
| 1991                                                | 1996                                                | 2001                                                | 2004                                                |
| 1002                                                | 978                                                 | 1000                                                | 1003                                                |